# Transcend
Transcend Information, Inc. , ou couramment Transcend, est une entreprise taïwanaise, basée à Tapei, qui fabrique des produits de stockage. C'est également la marque sous laquelle elle commercialise ses produits.

## Produits
- Clés USB
- Cartes mémoire (SD, micro SD...)
- Disques SSD
- Lecteurs de carte
- Caméras embarquées